# Zerstörer
Zerstörer (рус. Разрушитель) — двенадцатый студийный альбом казахстанской метал-группы Holy Dragons. Альбом является концептуальным, издан в 2012 году.

## Об альбоме
Основой тематики альбома Zerstörer являются темы холодной войны и ядерного оружия. Группа воздерживается от хронологического пересказа событий, фокусируя внимание на отдельных моментах.

### История создания
Zerstörer создавался в момент, когда группа не имела полного состава и функционировала в формате студийного проекта. После ухода вокалиста и бас-гитариста в 2009 году, группа возвращается к англоязычному формату. В качестве вокалиста и бас-гитариста группы выступает человек, скрывающийся под псевдонимом Zerstörer. Первоначальная версия альбома была записана в 2010 году, и была опубликована в том же году под названием Zerstörer — The Chapters of the III World War History ghost в виде «бесплатно-распространяемого интернет-релиза».
К концу 2010 года, после того как к группе в качестве вокалиста присоединяется Ян Бриг (Ian Breeg), группой было принято решение о перезаписи вокальных партий и последующем выпуске альбома в формате компакт-диска. В 6 ноября 2012 года альбом выходит в формате CD на лейбле Pitch Black Records (Кипр), печать самих дисков производится в Германии. Обложку альбома нарисовал немецкий художник Патрик
Уиттсток (Patric Wittstock).

### Отличия между интернет-версией 2010 года и CD версией 2012 года
Кроме абсолютно другого вокала и измененных в некоторых местах вокальных мелодий, в версии 2012 года присутствует интро «Voices of Lie», а также фрагмент-вставка Insomnia в середину песни Cuban Crisis. Вокальную партию в Insomnia исполнил Юрген Сандерсон. Cuban Crisis / Insomnia является в данный момент наиболее продолжительным треком группы (14.21).

## Список композиций
| Название песни                                           | Перевод названия                                                             | Длительность | Авторство                                                           |
| -------------------------------------------------------- | ---------------------------------------------------------------------------- | ------------ | ------------------------------------------------------------------- |
| Voices of Lie                                            | Голоса лжи                                                                   | 0:30         | музыка: Юрген Сандерсон                                             |
| Doomsday Angels                                          | Ангелы Судного Дня                                                           | 6:24         | слова/музыка: Юрген Сандерсон/Юрген Сандерсон & Крис «Торхейм» Кейн |
| The Man Who Saved the World / Crush of Chrome Dome       | Человек, который сохранил мир / Крушение «Хромового Купола»                  | 8:15         | слова/музыка: Юрген Сандерсон/Юрген Сандерсон & Крис «Торхейм» Кейн |
| Project A119                                             | Проект А-119                                                                 | 4:48         | слова/музыка: Юрген Сандерсон/Юрген Сандерсон & Крис «Торхейм» Кейн |
| M.A.D. Mutual Assured Destruction / AN602 — Wind of Hate | Доктрина гарантированного взаимного уничтожения / А-Эн 602 — ветер ненависти | 5:52         | слова/музыка: Юрген Сандерсон/Юрген Сандерсон & Крис «Торхейм» Кейн |
| Cuban Crisis / Insomnia                                  | Карибский Кризис / Бессонница                                                | 14:21        | слова/музыка: Юрген Сандерсон/Юрген Сандерсон & Крис «Торхейм» Кейн |
| F.R.A.G.I.L.E.                                           | «Хрупкий»                                                                    | 2:50         | музыка: Юрген Сандерсон                                             |
| Norad Alert                                              | Командование воздушно-космической обороны Северной Америки — тревога         | 7:00         | слова/музыка: Юрген Сандерсон/Юрген Сандерсон & Крис «Торхейм» Кейн |
| The Day After                                            | Днем позже                                                                   | 1:22         | музыка: Юрген Сандерсон                                             |
| Hl 7442                                                  | Hl 7442                                                                      | 8:01         | слова/музыка: Юрген Сандерсон/Юрген Сандерсон & Крис «Торхейм» Кейн |
| Defcon 1 / Zerstörer                                     | Готовность № 1 / «Разрушитель»                                               | 9:14         | музыка: Юрген Сандерсон/Юрген Сандерсон & Крис «Торхейм» Кейн       |

## Тематика песен[2]
Doomsday Angels — повествует о «предсказателях» ядерного Апокалипсиса и их последователях.
The Man Who Saved the World — инструментальная композиция посвящена подполковнику Станиславу Петрову, 26 сентября 1983 года предотвратившему потенциальную ядерную войну, когда из-за ложного срабатывания системы предупреждения о ракетном нападении поступило сообщение об атаке со стороны США.
Crush of Chrome Dome — повествует об инцидентах с ядерным оружием, а именно об авиакатастрофеа над базой Туле 21 января 1968 года и авиакатастрофе над Паломаресом 17 января 1966 года, при которых произошло разрушение ядерных бомб и радиоактивное заражение местности.
Project A119 — об секретном плане сброса атомной бомбы на поверхность Луны, разрабатывавшийся ВВС США в 1950-х годах (см.Проект А119).
AN602 — Wind of Hate — песня об испытании «Царь-Бомбы» АН602 (она же «Кузькина мать») 30 октября 1961 г. — самое мощного взрывного устройство за всю историю человечества.
Cuban Crisis — хронология развития событий Карибского Кризиса.
Norad Alert — об случаях ложного срабатывания систем предупреждения о ракетном нападении. Наиболее полно в песне отражен самый первый случай ложного срабатывания — 9 ноября 1979 года.
Hl 7442 — песня об инциденте с южнокорейским «Боингом» 1 сентября 1983 года.
Zerstörer — итоговый трек, собирающий концепцию воедино.

## Рецензии
По мнению большинства критиков, стилистикой альбома является традиционное смешение хеви, спид и пауэр метала, в традиции 80х годов. Кроме того, некоторые из рецензентов отмечают влияние Iron Maiden и Queensrÿche.
Вокал Яна Брига сравнивается с вокалом Роба Хэлфорда, Джеймса Риверы и вокалиста Overkill Bobby «Blitz» Ellsworth.
- Рецензия на альбом в журнале Rock Hard греч.
- Рецензия на альбом в Metal 1 Info (нем.)
- Рецензия на альбом в Imperiumi (финн.)
- Рецензия на альбом на портале Power of Metal (англ.)
- Рецензия на альбом от Zware Metalen (голл.)
- Рецензия на альбом от Heavylaw (французс.)  (недоступная ссылка)
- Рецензия на альбом от Metallus (итал.)
- Рецензия на альбом от Imhotep (англ.)
- Рецензия на альбом от Valkyrian Music (англ.)
- Рецензия на альбом от Stormbringer (нем.)
- Рецензия на альбом от FFM-Rock (нем.)
- Рецензия на альбом от Battlehelm (англ.)  (недоступная ссылка)

## Участники записи
- Ян Бриг (Ian Breeg) — вокал;
- Юрген Сандерсон (Jürgen Thuderson) — гитара, бэк-вокал, синтезаторы;
- Крис «Торхейм» Кейн (Chris «Thorheim» Caine) — гитара;
- Антон Репало (Anton Repalo) — ударные;
- The Zerstorer — бас-гитара.